# Mohcine Elkouraji
Mohcine Elkouraji (* 1. Dezember 1997 in Marrakesch) ist ein marokkanischer Radsportler, der auf Straße und Bahn aktiv ist.

## Sportlicher Werdegang
2015 errang Mohcine Elkouraji seinen ersten nationalen Titel in der Elite, in dem er die marokkanische Meisterschaft im Einzelzeitfahren gewann. Im selben Jahr trainierte er am Centre Mondial du Cyclisme des Weltradsportverbandes UCI im schweizerischen Aigle und startete dort auch bei Straßenrennen. Bei den Straßenweltmeisterschaften 2015 in Richmond nahm er an Straßenrennen und am Einzelzeitfahren teil.
Im Jahr darauf wurde Elkouraji dreifacher Afrikameister auf der Bahn, im Scratch, in der Einer- sowie in der Mannschaftsverfolgung (gemeinsam mit Abderrahim Aouida, Soufiane Sahbaoui und El Mehdi Chokri). 2021 startete er bei den Olympischen Spielen in Tokio im Straßenrennen, das er aber nicht beendete. 2024 siegte er im Etappenrennen Tour du Faso.

## Erfolge

### Straße
2015
- Marokkanischer Junioren-Meister – Einzelzeitfahren

2016
- Nachwuchswertung Tour du Maroc
- Gesamtwertung und Nachwuchswertung Tour Ivoirien de la Paix

2019
- Marokkanischer Junioren-Meister – Einzelzeitfahren

2022
- Marokkanischer Junioren-Meister – Einzelzeitfahren

2023
- Panarabische Spiele – Straßenrennen, Mannschaftszeitfahren
- GP d’Ongola

2024
- Gesamtwertung Tour du Faso

2025
- Marokkanischer Meister – Einzelzeitfahren

### Bahn
2016
- Afrikameister – Scratch, Einerverfolgung, Mannschaftsverfolgung

2018
- Afrikameisterschaft – Einerverfolgung, Mannschaftsverfolgung (mit Ahmed Amine Galdoune, Zahiri Abderrahimi und Salah Eddine Mraouni)
- Afrikameisterschaft – Teamsprint (mit Zahiri Abderrahimi und Ahmed Amine Galdoune)